# Zakpa Komenan
Zakpa Komenan , de son nom complet Zakpa Komenan Tchekoura Rolland, est un homme politique ivoirien né le 17 mai 1945 et mort le 19 mai 2021. Il fut président du conseil régional du Lôh-Djiboua entre 2013 et  2021

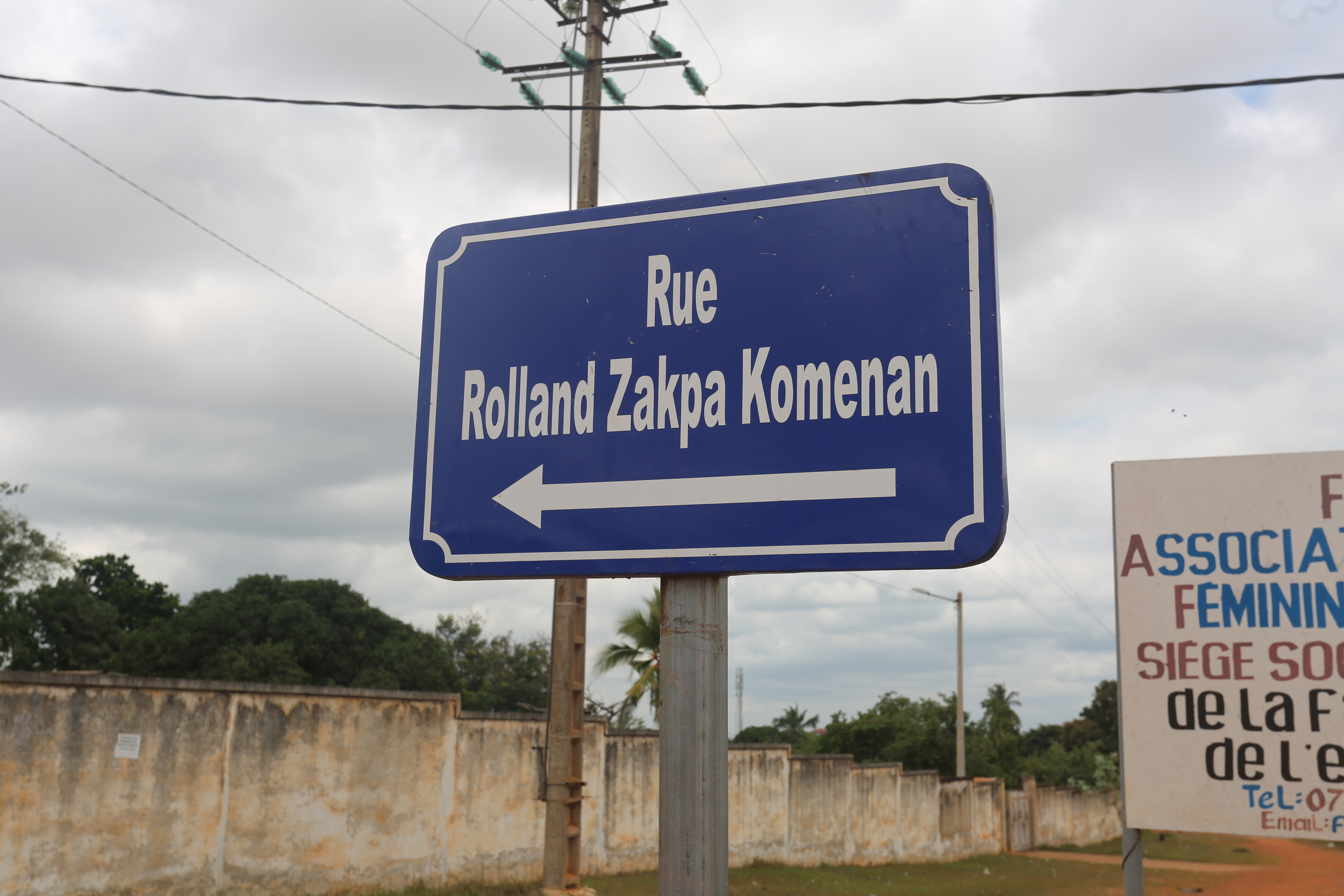
Rue Rolland Zakpa Komenan à Divo

## Biographie

### Etudes et carrière dans le professorat
Zakpa Komenan naît le 17 Mai 1945. Il est titulaire depuis 1982 d’un doctorat d’Etat en droit, option science politique. À partir de 1983 il dispense en qualité de maître assistant des cours à la faculté des sciences juridiques de l’Université Félix Houphouët-Boigny de Cocody et d'autres universités étrangères.

### Parcours politique et fonctions
Zakpa Komenan débute en politique au Parti démocratique de Côte d'Ivoire - Rassemblement démocratique africain (PDCI-RDA). En 1993, il est nommé ministre des Sports de Côte d’Ivoire. En janvier 1996, le président Henry Konan Bédié le place au poste de Ministre de l’enseignement et de la Formation Professionnelle. Il reste à la tête de ce ministère jusqu'en avril 1999.
Dans les années 2010, Zakpa Komenan rejoint le Rassemblement des républicains (RDR). Sous cette bannière, il est élu président du conseil régional du Lôh-Djiboua. Lors de cette élection régionale d'avril 2013, il remporte 36,1 % des voix face au candidat du Parti démocratique de Côte d'Ivoire – Rassemblement démocratique africain (PDCI) Dominique Babli (33,3 %). En novembre 2017, il est nommé vice-président du RDR. Après son premier mandat de président du conseil régional, il se représente en 2018 avec le soutien du Rassemblement des houphouëtistes pour la démocratie et la paix (RHDP), coalition qui comprend le RDR. Réélu, le vote est invalidé à la suite des plaintes de son opposant Dominique Babli qui dénonce des fraudes. Il est réélu lors de l'élection qui se tient en décembre 2018 avec 41,6 % des voix, contre 40,8 % à Babli. Le taux de participation est de 22,4 %,.
En parallèle de son poste au conseil régional, il occupe de 2015 à 2019, la présidence du Conseil national des sports (CNAS).
Zakpa Komenan décède le 19 mai 2021 au Maroc, des suites d'une longue maladie,,,,.